# Josip Friščić
Josip Friščić (ur. 15 sierpnia 1949 w Suboticy Podravskiej, zm. 23 stycznia 2016 w Koprivnicy) – chorwacki polityk, urzędnik administracji publicznej, parlamentarzysta, żupan, przewodniczący Chorwackiej Partii Chłopskiej w latach 2005–2012.

## Życiorys
Ukończył studia ekonomiczne na Wydziale Organizacji i Informatyki w Varaždinie (jednostce organizacyjnej Uniwersytetu w Zagrzebiu). Od 1971 pracował w administracji lokalnej Koprivnicy, zajmując się kwestiami oświaty. W 1989 powierzono mu funkcję sekretarza miejskiego ds. edukacji, w późniejszych latach obejmował kolejne kierownicze stanowiska w administracji. W 1992 wstąpił do Chorwackiej Partii Chłopskiej.
W 2001 objął stanowisko żupana żupanii koprivničko-križevačkiej. Urząd ten sprawował nieprzerwanie przez siedem lat. W międzyczasie w 2003 został wybrany do parlamentu (nie objął mandatu), a w 2005 stanął na czele HSS. Po wyborach w 2007 zasiadał w Zgromadzeniu Chorwackim VI kadencji, obejmując funkcję jego wiceprzewodniczącego. W wyborach w 2011 uzyskał reelekcję do parlamentu jako jedyny przedstawiciel HSS, ostatecznie zrezygnował z niego na rzecz Damira Bajsa.
Josip Friščić był żonaty, miał córkę.